# Gontrano (nome)
Gontrano  è un nome proprio di persona italiano maschile.

## Varianti
- Maschili: Gontranno[2], Gontrando[2], Contrano[3][4]
- Femminili: Gontrana[2], Gontranna[2], Gontranda[2], Contrana[4]

### Varianti in altre lingue
- Catalano: Gontran[5], Gontram[5], Guntram[6]
- Francese: Gontran
- Germanico: Guntchramnus[7], Gunthramnus[7], Gundrammus[7], Gundraham[8], Gundhram[7]
  - Femminili: Guntranna[7]
- Latino: Gontranus
- Polacco: Guntram
- Portoghese: Gontrão
- Spagnolo: Gontrán[5], Guntrano[6]
- Tedesco: Guntram[8]

## Origine e diffusione

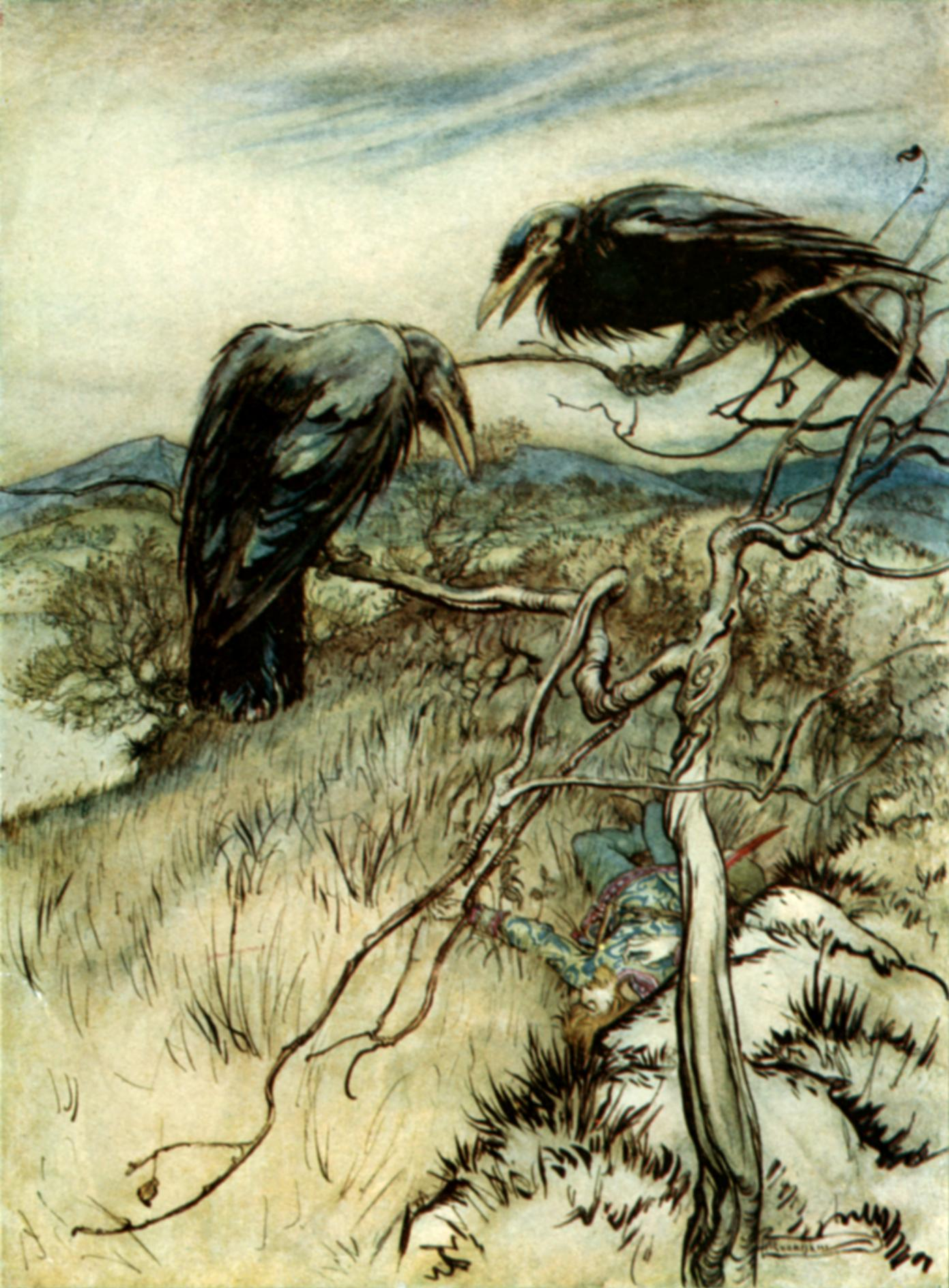
I due corvi, di Arthur Rackham

Si tratta di un nome medievale, che riprende un nome germanico di tradizione francone, Gundraham; è composto dalle radici gund (o guntha, "guerra") e hraban (o hramn, "corvo"), e il significato complessivo può essere interpretato come "corvo della guerra", "corvo della battaglia", "corvo aggressivo" o, in senso lato, "combattente funesto ai nemici".
In Italia è accentrato nel Centro-Nord, in particolare in Toscana, Emilia e Romagna; la sua diffusione risulta comunque scarsissima, sostenuta solo dal flebile culto verso san Gontrano.

## Onomastico
L'onomastico viene festeggiato il 28 marzo in memoria di san Gontrano, re dei Franchi nel VI secolo.

## Persone
- Gontrano, re dei Franchi
- Gontrano Innocenti, calciatore italiano

### Variante Guntram
- Guntram il Ricco, capostipite degli Asburgo